# Jour de jeûne Bol de riz
Le bol de riz est une tradition d'origine religieuse née en France à la fin des années 1960 ou dans l'immédiat après-guerre, selon les sources. Elle consiste à ne manger pour tout repas qu'un simple bol de riz, éventuellement accompagné d'une sauce ou d'un fruit. 

## Création
Née sous l'impulsion de l’Église[réf. nécessaire], elle est suivie dans de nombreux établissements privés catholiques et dans certaines paroisses,, certains jours de l'année, et plus spécialement le jour du Vendredi saint. Elle permet aux volontaires participants d'afficher une forme de solidarité avec « ceux qui souffrent ou qui ne mangent pas à leur faim ». La différence entre le prix d'un repas normal et le prix modique du bol de riz est généralement reversée à une bonne œuvre choisie, dans les écoles catholiques, par le chef d'établissement,.